# Lapinig
Lapinig è una municipalità di quinta classe delle Filippine, situata nella Provincia di Northern Samar, nella regione di Visayas Orientale.
Lapinig è formata da 15 baranggay:
- Alang-alang
- Bagacay
- Cahagwayan
- Can Maria
- Can Omanio
- Imelda
- Lapinig del Norte (Pob.)
- Lapinig del Sur (Pob.)
- Lo-ok
- Mabini
- May-igot
- Palanas
- Pio Del Pilar
- Potong
- Potong del Sur